# Volksalliantie Voor Vooruitgang
De Volksalliantie Voor Vooruitgang (VVV) was een Surinaamse alliantie van politieke partijen die meedeed aan de parlementsverkiezingen van 2005. De alliantie deed alleen dat jaar mee en moet niet verward worden met de VolksAlliantie die in 2010 meedeed.
De alliantie bestond uit de volgende partijen met hun respectievelijke voorzitters/leiders:
- Democratisch Nationaal Platform 2000 (DNP 2000, opgericht 27 februari 2000), Errol Alibux (voorzitter) en Jules Wijdenbosch (leider)
- Basispartij voor Vernieuwing en Democratie (BVD), Tjan Gobardhan
- Kerukanan Tulodo Pranatan Ingit (KTPI, opgericht 28 november 1948)
- Pendawa Lima (PL) , Raymond Sapoen
- Partij Pembangunan Rakat Suriname (PPRS), René Kaiman

De alliantie behaalde vijf zetels in De Nationale Assemblée.